# Course en ligne féminine aux championnats du monde de cyclisme sur route 1990
Navigation
1989 1991
La course en ligne féminine aux championnats du monde de cyclisme sur route 1990 a lieu le 1er septembre 1990 à Utsunomiya au Japon. Cette édition est remportée par la Française Catherine Marsal.

## Classement
|                                    | Coureuse                | Pays             |    | Temps         |
| ---------------------------------- | ----------------------- | ---------------- | -- | ------------- |
| Médaille d'or, Coupe du Monde      | Catherine Marsal        | France           | en | 2 h 0 min 7 s |
| Médaille d'argent, Coupe du Monde  | Ruthie Matthes          | États-Unis       | +  | 3 min 24 s    |
| Médaille de bronze, Coupe du Monde | Luisa Seghezzi          | Italie           |    | 3 min 24 s    |
| 4                                  | Karen Holliday          | Nouvelle-Zélande |    | 3 min 24 s    |
| 5                                  | Luzia Zberg             | Suisse           |    | 3 min 24 s    |
| 6                                  | Natalja Bakanova        | Union soviétique |    | 3 min 24 s    |
| 7                                  | Kristel Werckx          | Belgique         |    | 3 min 24 s    |
| 8                                  | Cyntha Lutke Schipholt  | Pays-Bas         |    | 3 min 24 s    |
| 9                                  | Kathleen Shannon        | Australie        |    | 3 min 24 s    |
| 10                                 | Imelda Chiappa          | Italie           |    | 3 min 24 s    |
| 11                                 | Sylvie Slos             | Belgique         |    | 3 min 24 s    |
| 12                                 | Cécile Odin             | France           |    | 3 min 24 s    |
| 13                                 | Karina Skibby           | Danemark         |    | 3 min 24 s    |
| 14                                 | Evelyne Müller          | Suisse           |    | 3 min 24 s    |
| 15                                 | Kathy Watt              | Australie        |    | 3 min 24 s    |
| 16                                 | Corinne Le Gal          | France           |    | 3 min 24 s    |
| 17                                 | Eva Orvošová            | Tchéquie         |    | 3 min 24 s    |
| 18                                 | Belen Cuevas Lopez      | Espagne          |    | 3 min 24 s    |
| 19                                 | Monica Bandini          | Italie           |    | 3 min 24 s    |
| 20                                 | Tea Vikstedt-Nyman      | Finlande         |    | 3 min 24 s    |
| 21                                 | Pascale Ranucci         | France           |    | 3 min 24 s    |
| 22                                 | Madonna Harris          | Nouvelle-Zélande |    | 3 min 24 s    |
| 23                                 | Agnes Loohuis-Damveld   | Pays-Bas         |    | 3 min 24 s    |
| 24                                 | Susan Elias             | États-Unis       |    | 3 min 24 s    |
| 25                                 | Maria Canins            | Italie           |    | 3 min 24 s    |
| 26                                 | Jacqui Uttien           | Australie        |    | 3 min 24 s    |
| 27                                 | Aleksandra Koliaseva    | Russie           |    | 5 min 2 s     |
| 28                                 | Kelly-Ann Way           | Canada           |    | 5 min 2 s     |
| 29                                 | Consuelo Alvarez Garcia | Espagne          |    | 5 min 2 s     |
| 30                                 | Mary-Ann Shaw           | Australie        |    | 7 min 45 s    |
| 31                                 | Denise Kelly            | Canada           |    | 7 min 45 s    |
| 32                                 | Astrid Schop            | Pays-Bas         |    | 7 min 45 s    |
| 33                                 | Tamara Poliakova        | Union soviétique |    | 7 min 45 s    |
| 34                                 | Svetlana Mintjanskaya   | Union soviétique |    | 7 min 45 s    |
| 35                                 | Cora Westland           | Pays-Bas         |    | 7 min 45 s    |

|                      | Coureuse             | Pays      |  | Temps       |
| -------------------- | -------------------- | --------- |  | ----------- |
| Autres compétitrices |                      |           |  |             |
| 37                   | Petra Grimbergen     | Pays-Bas  |  | 10 min 50 s |
| 38                   | Sara Neil            | Canada    |  | 10 min 50 s |
| 40                   | Marie Höljer         | Suède     |  | 11 min 54 s |
| 41                   | Maria Hawkins        | Canada    |  | 11 min 54 s |
| 48                   | Hanne Malmberg       | Danemark  |  | 12 min 26 s |
| 49                   | Viola Paulitz        | Allemagne |  | 12 min 29 s |
| 50                   | Heidi Van de Vijver  | Belgique  |  | 13 min 59 s |
| 51                   | Roselyne Riou-Chalon | France    |  | 14 min 3 s  |
| 52                   | Alison Sydor         | Canada    |  | 14 min 57 s |
| 55                   | Teodora Ruano        | Espagne   |  | 17 min 40 s |
| 58                   | Elisabeth Westman    | Suède     |  | 17 min 40 s |
| 59                   | Jutta Niehaus        | Allemagne |  | 17 min 40 s |
| 65                   | Nathalie Cantet      | France    |  | + 1 Tour    |